# Giuseppe Zanotti

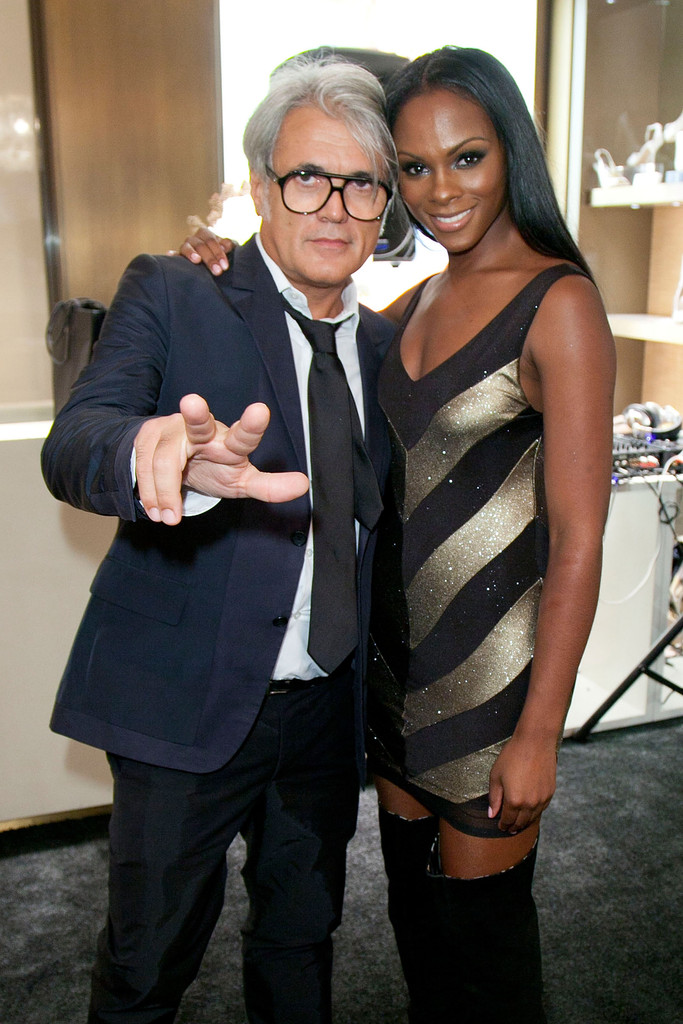
Giuseppe Zanotti und Tika Sumpter (2013)

Giuseppe Zanotti (* 17. April 1957 in San Mauro Pascoli) ist ein italienischer Modemacher, der für seine skulpturalen, juwelenbesetzten Absätze, Luxus-Turnschuhe, Handtaschen, Schmuck und Leder-Konfektionsware bekannt ist.

## Biografie
Zanotti wurde in San Mauro Pascoli geboren, eine Stadt mit Tradition in der Schuhherstellung.
1981 erwarb er die Schuhfabrik Vicini, eine kleine Werkstatt in San Mauro Pascoli mit 15 Mitarbeitern. Die erste Kollektion wurde 1994 in New York präsentiert. In der Folge wuchs das Unternehmen auf bald über 300 Beschäftigte. 2002 eröffnete Giuseppe Zanotti seine erste Boutique in Mailand. Es folgten Eröffnungen in New York, Paris, London, Moskau, Dubai, Stockholm und San Francisco.

## Schuhe
Er ist bekannt für seine flachen, mit Juwelen verzierten Sandalen oder seine High Heels mit hohen, dünnen Absätzen bis 17 cm. Seine Schuhe werden daher häufig als „Schmuckschuhe“ beschrieben.
U. a. entwarf er Schuhe für Pierre Balmain, Proenza Schouler, Thakoon Panichgul, Christopher Kane, Delfina Delettrez Fendi und Vera Wang.